# Christian Wittelsbach (Pfalz-Sulzbach)
Christian August Wittelsbach (ur. 26 lipca 1622 Sulzbach-Rosenberg  – zm. 23 kwietnia 1708) – hrabia palatyn i książę Palatynatu-Sulzbach.
Syn Augusta księcia Palatynatu-Sulzbach i Jadwigi Oldenburg księżniczki Schleswig-Holstein-Gottorf. Jego dziadkami byli Filip Ludwik Wittelsbach i Anna księżniczka Jülich-Kleve-Berg oraz Jan Adolf książę Schleswig-Holstein-Gottorf i Augusta Oldenburg księżniczka duńska.
Jego ojciec zmarł gdy Christian miał 10 lat. Samodzielnym władcą został dopiero w 1656 roku. 
3 kwietnia 1649 w Sztokholmie ożenił się z Amelią Wrangel (1613-1669) wdową po Hermanie von Wrangel, córką hrabiego Jana Nassau-Siegen (1561-1623) i Małgorzaty Holstein-Sonderburg-Plön (1583–1638). Para miała piątkę dzieci:
- Maria Jadwiga Augusta (1650-1681) – żona arcyksięcia Zygmunta Franciszka Habsburga, i Juliusza Franciszka Wettyna
- Amalia Maria Teresa (1651-1721)
- Jan August (1654-1658)
- Christian Aleksander (1656-1657)
- Teodor Eustachy (1658-1732) – hrabia palatyn i książę Palatynatu-Sulzbach.